# أناستاسيوس لاجوس
أناستاسيوس لاجوس (باليونانية: Τάσος Λαγός) (12 أبريل 1992 بألميروس في اليونان - ) هو لاعب كرة قدم يوناني في مركز الوسط. شارك مع منتخب اليونان تحت 17 سنة لكرة القدم ومنتخب اليونان تحت 19 سنة لكرة القدم ومنتخب اليونان تحت 21 سنة لكرة القدم ومنتخب اليونان لكرة القدم. أما مع النوادي، فقد لعب مع باناثينايكوس ونادي لاريسا.

## وصلات خارجية
- أناستاسيوس لاجوس على موقع الاتحاد الأوربي (الإنجليزية)
- أناستاسيوس لاجوس على موقع قاعدة بيانات كرة القدم.إي يو (الإنجليزية)
- أناستاسيوس لاجوس على موقع Soccerway.com (الإنجليزية)
- أناستاسيوس لاجوس على موقع عالم كرة القدم.نت (الإنجليزية)
- أناستاسيوس لاجوس على موقع AS.com (الإسبانية)